# George Washington Cullum
George Washington Cullum (New York, 25 febbraio 1809 – New York, 28 febbraio 1892) è stato un militare statunitense.
Ingegnere e scrittore, servì come generale brevet nell'Union Army (Esercito dell’Unione) durante la guerra civile americana e divenne poi, dal 1864 al 1866, Sovrintendente dell'Accademia militare di West Point.

## Biografia
Nacque a New York City nel 1809 e si diplomò presso l’Accademia Militare di West Point (USMA) nel 1833 classificandosi 3º del suo corso. Laureato in ingegneria, come tutti i cadetti dell’Accademia suddetta, supervisionò numerosi progetti e partecipò alla progettazione e costruzione di Fort Trumbull a New London (Connecticut).
Promosso capitano nel 1838, mantenne tale grado effettivo fino alla fine della Guerra Civile. Fu insegnante di ingegneria a West Point dal 1848 al 1855 e durante tale periodo gettò le basi di quel che sarebbe poi diventato il registro, o meglio l'annuario, che porterà il suo nome, il “Cullum’s Register”, istituito come documento ufficiale dell’accademia quando ne divenne sovrintendente e direttore. Nel 1850, per questioni di salute, si assentò dal servizio per due anni durante i quali compì viaggi in Europa, Asia, Africa e nelle Indie Occidentali.
Dal 1864 al 1866 fu sovrintendente dell’Accademia Militare di West Point e venne nominato major general brevet. Nel 1866, all'atto dello scioglimento del reparto, fu congedato dai volontari degli Stati Uniti.
Dopo la Guerra Civile Cullum continuò a prestare servizio nell’esercito regolare supervisionando la realizzazione delle difese costiere statunitensi. Si congedò definitivamente dal servizio attivo nel 1874 con il grado di colonnello. Successivamente al suo congedo, sposò Elizabeth Hamilton, sorella del maggior generale Schuyler Hamilton (1822-1903) e vedova del maggior generale Henry W. Halleck (1815-1872).
Alla sua morte, nel 1892, lasciò parte della sua eredità all’Accademia di West Point per la costruzione del locale Memorial Hall e per la continuazione del Cullum’s Register. Lasciò altresì un'altra parte di eredità per un premio, a suo nome (Cullum Geographical Medal), alla American Geographical Society, di cui era stato vicepresidente, per «coloro che si fossero distinti nelle scoperte geografiche e nello studio avanzato delle scienze connesse». È sepolto nel cimitero di Green-Wood a Brooklin (New York City).

## La Guerra Civile
Dall’aprile al novembre 1861 fu tenente e aiutante di campo del generale Winfield Scott prima di diventare capo ingegnere del Dipartimento del Missouri. Nominato brigadier general dei Volontari degli Stati Uniti nel 1863, sovrintese lavori di ingegneria sulla costa ovest e fu ingegnere capo per il ripristino dello strategico snodo ferroviario di Corinth (Mississippi), ove si incrociavano le due linee tra Mobile (Alabama) e l’Ohio e Memphis, (Tennessee) e Charleston, (Mississippi), dopo la battaglia detta “Siege of Corinth”.

## Promozioni e incarichi
- 1 luglio 1829: cadetto dell’Accademia Militare di West Point;
- 1 luglio 1833: secondo tenente brevet del Corpo del Genio;
- 20 aprile 1836: secondo tenente effettivo del Corpo del Genio;
- 7 luglio 1838: capitano del Genio;
- 9 aprile 1861: tenente colonnello di stato maggiore, aiutante di campo del generale comandante;
- 6 agosto 1861: maggiore del Genio;
- 1 novembre 1861: generale di brigata dei volontari degli Stati Uniti;
- 3 marzo 1863: tenente colonnello del Genio;
- 13 marzo 1865: colonnello brevet e generale di brigata brevet dell’Esercito;
- 13 marzo 1865: generale di divisione brevet per meriti speciali;
- 1 settembre 1866: congedato dai volontari degli Stati Uniti;
- 7 marzo 1867: colonnello del Genio.

## Pubblicazioni
- (1863) Systems of military bridges (trad. italiana: Sistemi di ponti militari);
- (1868) Biographical Register of the Officers and Graduates of the United States Military Academy (Cullumìs Register) (trad. italiana: Annuario degli ufficiali e dei diplomati dell’Accademia Militare degli Stati Uniti);
- (1879) Campaigns and Engineers of the War of 1812-1815 (trad. italiana: Campagne ed ingegneri della Guerra 1812-1815).